# Шульженко Клавдія Іванівна
Кла́вдія Іва́нівна Шульже́нко (11 (24) березня 1906, м. Харків, Харківська губернія, Російська імперія — 17 червня 1984, Москва, РРФСР, СРСР)  — радянська естрадна співачка та акторка українського походження, заслужена артистка РРФСР (1945), народна артистка РРФСР (1962), народна артистка СРСР (1971). Під час німецько-радянської війни, вона виконувала пісенні номери радянським солдатам на фронті. За це вона отримала низку державних нагород, в тому числі завдяки своїй акторській діяльності у багатьох радянських фільмах.

## Життєпис

### Ранні роки
За даними книги метричних записів, Клавдія Шульженко народилася 11(24) березня 1906 року в Харкові у багатодітній родині бухгалтера Головного управління залізниці Івана Івановича Шульженка та домогосподарки Віри Олександрівни у медичному закладі Олександрівська лікарня. У родині було шестеро дітей. Будинок, де жила сім'я Шульженків був на Москалівці. Є фото будинку, який орендувала сім'я Шульженків. На ньому зображена мати Клавдії, Віра Олександрівна Кочергіна, її рідні сестри, Микола Шульженко, Клава та Зінаїда Григорівна Мішутина, дочка господаря будинку на вул. Котляревській, 25 у Харкові. За іншою версією Шульженко народилася в селі Гущівка Чигиринського повіту Київської губернії (нині с. Вітове Чигиринського району Черкаської області України), звідки в 1910 році її батьки перебралися до Сибіру, і тільки з 1923 року жили в Харкові. Однак і документи, і численні книги і публікації, в тому числі спогади самої Шульженко, свідчать про її народження в Харкові. Свою книгу мемуарів під назвою «Коли ви запитаєте мене» Клавдія Іванівна починає словами: «Народилася я в Харкові, на вулиці Володимирській, 45». Про своє дитинство вона писала: «Перше мистецьке враження було пов'язане з батьком — від нього я вперше почула українські народні пісні. Бухгалтер управління залізниці, мій батько серйозно захоплювався музикою: він грав на духовому інструменті — як тоді казали, в аматорському оркестрі, а іноді співав соло в концертах».

### Освіта
Маленька Клавдія часто слухала свого батька, який чудово виконував українські народні пісні і з дитинства любила співати. «Перше художнє враження було пов'язано з батьком. Від нього я вперше почула українські народні пісні. Він долучив мене до співу, батько мій серйозно захоплювався музикою: він грав на духовому інструменті, як тоді говорили, в аматорському оркестрі, а іноді і співав соло в концертах. Його виступи, його красивий грудний баритон приводили мене в невимовний захват» — так розповідала Клавдія. Клава закінчила початкову школу, вступила до Харківської приватної жіночої гімназії Драшковської, що знаходилась на вул. Сумській, 14. Є фотокартка К.Шульженко — учениця. Найближча подруга Клавдії Шульженко Дьоміна вчилась разом у жіночій гімназії Драшковської, сиділа з нею за однією партою. У Дьоміних було фортепіано «Дрезден» за яким грала і співала майбутня співачка. Клавдія Шульженко разом з подругами брала участь у імпровізованих та благодійних концертах у дворах району, співала такі романси як «Растворил я окно», «Отцвели уж давно хризантемы в саду» та ін. Першою педагогинею Клави була піаністка Солнцева. На вечорах у гімназії Клавдія читала вірші поетів таких, як Олександр Пушкін, Михайло Лермонтов, Іван Нікітін, Семен Надсон. До вступу до театру М. М. Синельникова, відомий вокальний педагог, пізніше професор Харківської консерваторії Микита Чемезов вчив приватно на дому Клавдію нотної грамоти та займався з нею вокалом. Він першим відмітив талант співачки, вчив її майстерності музичного мислення. За порадами М. Л. Чемезова Клавдія відвідувала у драмтеатрі концерти гастролюючих у Харкові артистів, таких як Іза Кремер (квітень 1916) та Надія Плевицька (1919 рік), мистецтво якої запам'яталось на все життя, і у яких виступали також синельниківські актори.
Клавдія Іванівна Шульженко почала виконувати народні пісні в кінці 1920-х років. На початку березня 1923 року Клавдія прийшла на прослуховування до головного режисера Харківського драматичного театру М. М. Синельникова, який попросив її виконати пісню і запросив концертмейстера, тоді керівником музичної частини театру працював Ісаак Дунаєвський. 17 річна Клавдія Шульженко виконала українську ліричну пісню «Розпрягайте, хлопці, коні», романс «Шелковый шнурок», російську народну пісню «По старой калужской дороге», «Эти платочки». Режисер запросив її вже наступного дня прийти на репетиції оперети «Перикола». Режисер театру виявив у неї рідкісний за тембром ліричний голос і абсолютний слух, а Ісаак Дунаєвський порекомендував Клавдії взяти участь у конкурсі артистів естради або, принаймні, перейти до Театру музичної комедії. Пізніше співачка згадувала: «Дунаєвський блискуче акомпанував, я й досі думаю, що мене взяли на сцену через його гру».

### Харківський період
Синельников побачив у Шульженко здібності, визначивши майбутній вибір співачки. На репетиціях і у відкритій режисером театральній школі Синельников намагався розкрити творчу індивідуальність актриси. У театральні постановки режисер включав спеціальні музичні номери для пісень у виконанні К. Шульженко. Шульженко повинна була, за Синельниковим, грати пісню, як грають виставу, розкривати її драматургію, і одній виконувати у пісні всі ролі, у цьому була її творча своєрідність. Перший сценічний дебют Клавдії Шульженко був у 17 років, актриса зіграла роль Абігайль у виставі ХДТ «Склянка води» Ежена Скріба. У той вечір з нею виступали Володимир Максимов і Віра Юренєва. Оперетта «Перікола» Жака Оффенбаха — вистава для К. Шульженко і І. Дунаєвського у синельниківському театрі. Клавдія Іванівна виступала як співачка, а Дунаєвський диригував оркестром. Потім була роль співачки у виставі «Ідіот» Достоєвського.
У 1923 році вона стає артисткою Харківського українського драматичного театру та дебютує як актриса, виконала романс «Звёзды на небе» у виставі «Страта» (рос. «Казнь») Григорія Ге у ХДТ. На афіші було написано, що співачка у ресторані — Клавдія Шульженко. Артистка виступала у дивертисментах — концертних відділеннях, що відбуваються після вистав. На дивертисментах виконувались монологи, вірші, пісні і романси, уривки з спектаклів, мелодекламації. Співачка усвідомлювала поєднання пісні і сценічної мініатюри. Прикладом сценічної мініатюри стала пісня «Три вальса» у виконанні К. Шульженко, де співачка проявляла гумор, лірику, драматизм, тонку іронію, переживаючи людську долю, про яку розповідала у пісні.

Меморіальна дошка в пам'ять виступу Клавдії Іванівни Шульженко (Харків, просп. Московський, 94)

У 1925 році К. Шульженко перейшла до Червонозаводського театру ім. Раковського, який працював у Народному домі у Харкові (вул. Старомосковська, 94) і виступала у клубах та естрадних майданчиках. У Червонозаводському театрі співачка познайомилась з актором, автором естрадних мініатюр та сценаріїв Євгеном Брейтігамом. Музику до його віршів писав майбутній відомий український композитор Юлій Мейтус. Виникло творче тріо Брейтігам-Шульженко-Мейтус. Концертмейстершею у Клавдії Шульженко стала досвідчена Єлизавета Резникова. Зустріч з Ю. Мейтусом була вдачею для молодої співачки. Є. Брейтігам написав десять віршів для К. І. Шульженко, з них відомі чотири із музикою Ю. Мейтуса — «На санках», «Силуэт», «Красный мак», «Красная армия». В репертуарі Клавдії Шульженко з'явилася пісня «Кирпичики», яка принесла їй справжню народну популярність.
У 1927 році співачка виконувала твір Ю. Мейтуса «Гренада» та ін. За сюжетом пісеньки «Кирпичики» було знято художній фільм. З жовтня 1927 року К. Шульженко стала актрисою Харківського театру російської музкомедії. За сезон, що провела Клавдія Шульженко, театр поставив вистави: «Игра с джокером», «Женихи», «Кавалер», «Миг счастья», відновив спектаклі «Граф Люксембург», «В стране долларов». Навесні 1928 року пересувний робітничо-селянський театр, в якому брала участь Клавдія Шульженко, чотири місяці гастролював Харківською областю. Виступали у Нововодолазькому, Таранівському, Зміївському, Чугуївському, Біло-Колодязькому, Вівчанському, Золочівському, Богодухівському, Охтирському районах. Було поставлено 95 вистав: «Овеча криниця», «За двома зайцями», «Гайдамаки», «Комуна в степах», «Наталка-Полтавка» та ін. На численних концертах, сценах літніх площадок, клубів співала К. Шульженко пісні і романси.

### Переїзд до Росії
У 1928 році Шульженко співала в Ленінграді, це був Маріїнський театр. Багато виступала с концертами. Взимку Клавдія Іванівна поїхала до Москви. У потязі співачка познайомилась з одеситом, досвідченим артистом естради Володимиром Кораллі. До цього Кораллі виступав у Харкові, дуже сподобався як артист К. Шульженко. У 1929 році Шульженко гастролювала у Києві, Нижньому Новгороді. 1929 року К. Шульженко виступила на сцені Московського мюзик-холу і була запрошена до трупи Ленінградського мюзик-холу, де одним з зірок був Леонід Утьосов зі своїм джазовим колективом.
.

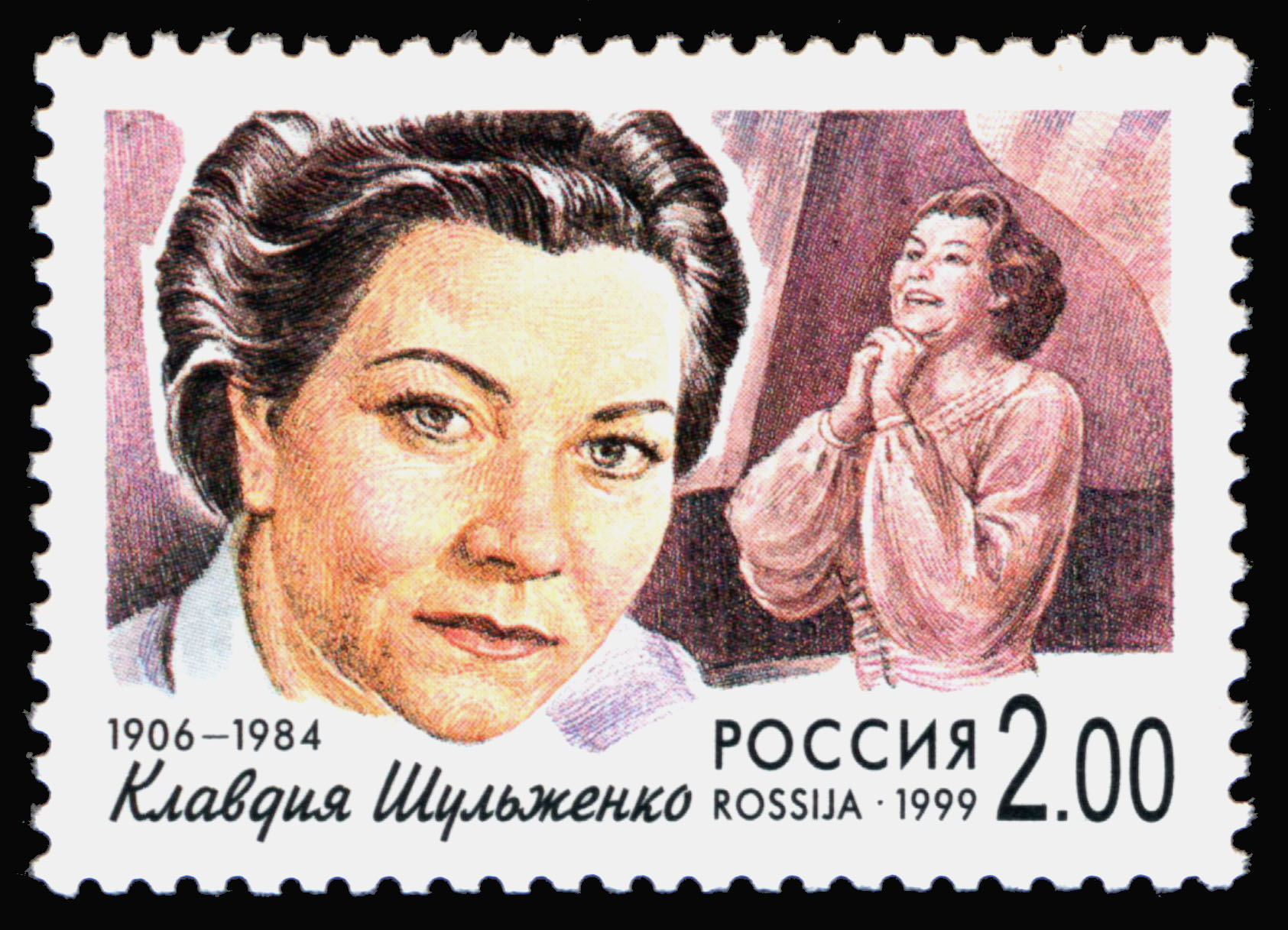
Поштова марка Росії з серії «Популярні співаки російської естради», 1999 рік

У 1930 році Шульженко із Є. Резніковою виступили на історичному будівництві Харківського тракторного заводу. У Клавдії Шульженко був наречений, поет І. Григор'єв. Володимир Кораллі приїхав на весілля, але, як і обіцяв не як гість, а у якості нареченого. В підсумку 1930 року Шульженко стала дружиною Кораллі. Весілля Клавдії Шульженко з Володимиром Кораллі відбулось у Харкові на вул. Римарській, 19, на третьому поверсі на квартирі Мейтусів.
У Ленінградському мюзик-холі у 1931 році Клавдія Шульженко грала у прем'єрній постановці вистави «Умовно вбитий». Музику до цієї вистави написав Дмитро Шостакович, а за диригентським пультом стояв Ісак Дунаєвський. У травні 1932 року у Шульженко і Кораллі народився син Ігор. У 193 році Шульженко і Кораллі знялись у фільмі «Хто твій друг?». За В. Сєчиним, першим твором, записаним на платівку К. І. Шульженко була українська народна пісня «Розпрягайте, хлопці, коні». В 1936 році були зроблені грамофонні записи Клавдії Шульженко. Клавдія Шульженко виконувала танго «Утомленное солнце», «Дружба (Когда простым и нежным взглядом…)», «Андрюша», «Дядя Ваня». 1937 року Шульженко стала солісткою джаз-оркестру, керівником якого був Яків Скоморовський. Є фото К. І. Шульженко перед концертом у парку ЦБЧА у 1938 році.
Актриса грала, виконуючи сюжетні пісні «Руки», «Записка», «Челита» та ін. У 1939 році співачка брала участь у 1-му Всесоюзному конкурсі артистів естради, співала пісні «Челита», «Записка», розділивши третю премію з Марією Мироновою. Серед конкурсантів був й молодий Аркадій Райкін.

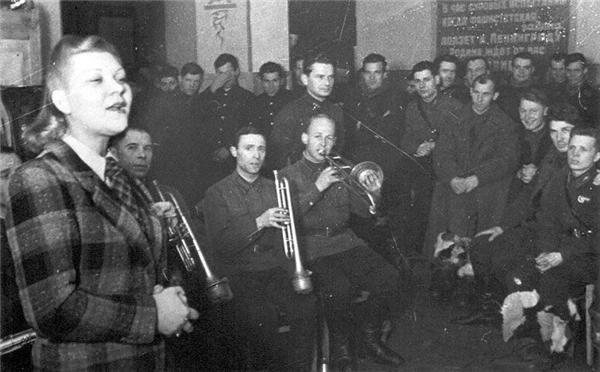
Виступ Клавдії Шульженко перед бійцями. Ленінградський фронт, 1941 рік

У 1940 році в Ленінграді К. Шульженко організувала свій джаз-оркестр, виступи якого були театралізовані, виконувала й пісні з гумором «Курносый», «О любви не говори» (пізніше її виконувала Алла Пугачова), «Голубка», «Упрямый медведь», «Нюра».

### Друга світова війна
Коли почалася війна з нацистською Німеччиною, Шульженко гастролювала в Єревані. Клавдія разом із чоловіком вступила до лав армії, а їхній джазовий оркестр отримав статус фронтового.
У липні 1942 року Ленінград був в облозі, на фронті знаходилося безліч солдатів, і атмосфера була похмурою і жорстокою, але в ці непрості дні з'являється Клавдія Шульженко, яка завдяки своєму яскравому голосу змогла багатьом дати надію в цей важкий час. Співачка і актриса Клавдія Шульженко була співзасновником джазового оркестру і безкоштовно давала концерти для Червоної Армії, так само, як і армія захищала Ленінград.
У 1942 році співачка знялась у фільмі «Концерт — фронту», де зокрема заспівала пісню «Синий платочек». Шульженко отримала всесоюзне визнання завдяки виконанню фронтових пісень «Синий платочек», «Давай закурим», «Где же вы теперь друзья-однополчане» та ін. Роки війни зіграли велику роль стали вирішальними у творчості Шульженко. Лише за час блокади Ленінграда Клавдія Іванівна дала понад 500 концертів для солдатів, за що у 1942 році співачці було вручено медаль «За оборону Ленінграда». Упродовж війни Шульженко разом з оркестром Володимира Кораллі (Кемпер), гастролювала по діючих частинах Радянської армії. В День Перемоги, 9 травня 1945 року Клавдію Шульженко було нагороджено орденом Червоної Зірки, а у вересні 1945 року присвоєно звання заслуженої артистки РСФСР.

### Всесоюзна слава
Після війни Клавдія Шульженко продовжила свою концертну діяльність. Із 1945 року Клавдія почала сольну кар'єру. У 1947 році співачка виконала вокальну сюїту, автором музики якої був Василь Соловйов-Сєдой «Возвращение солдата».
У січні 1948 року Клавдія Іванівна та Володимир Кораллі виступили у Харкові. У Харків артистка приїздила також у вересні 1949 року. У 1954 році була записана чергова довгограюча платівка з піснями К. Шульженко, співачка знялась у фільмі «Веселі зірки», де виконала пісні «Молчание» і «Звёзды милой Родины», активно співробітничала з І.Дунаєвським. У 1956 році К. І. Шульженко виступала на творчому вечорі композитора Олександра Цфасмана.
У 1956 році К. Шульженко розлучилася з В. Кораллі. У серпні 1960 року співачка виступала на сцені у Харківського театру опери та балету на вул. Римарській, 21 і у концертах у Палаці культури ХЕМЗ], що організувала Харківська філармонія.
У 1965 брала участь у Першому фестивалі радянської естрадної пісні. Чоловіком К. Шульженко став закоханий у співачку, молодший на 12 років від артистки, кінооператор Георгій Єпіфанов, що прожив з актрисою вісім років.

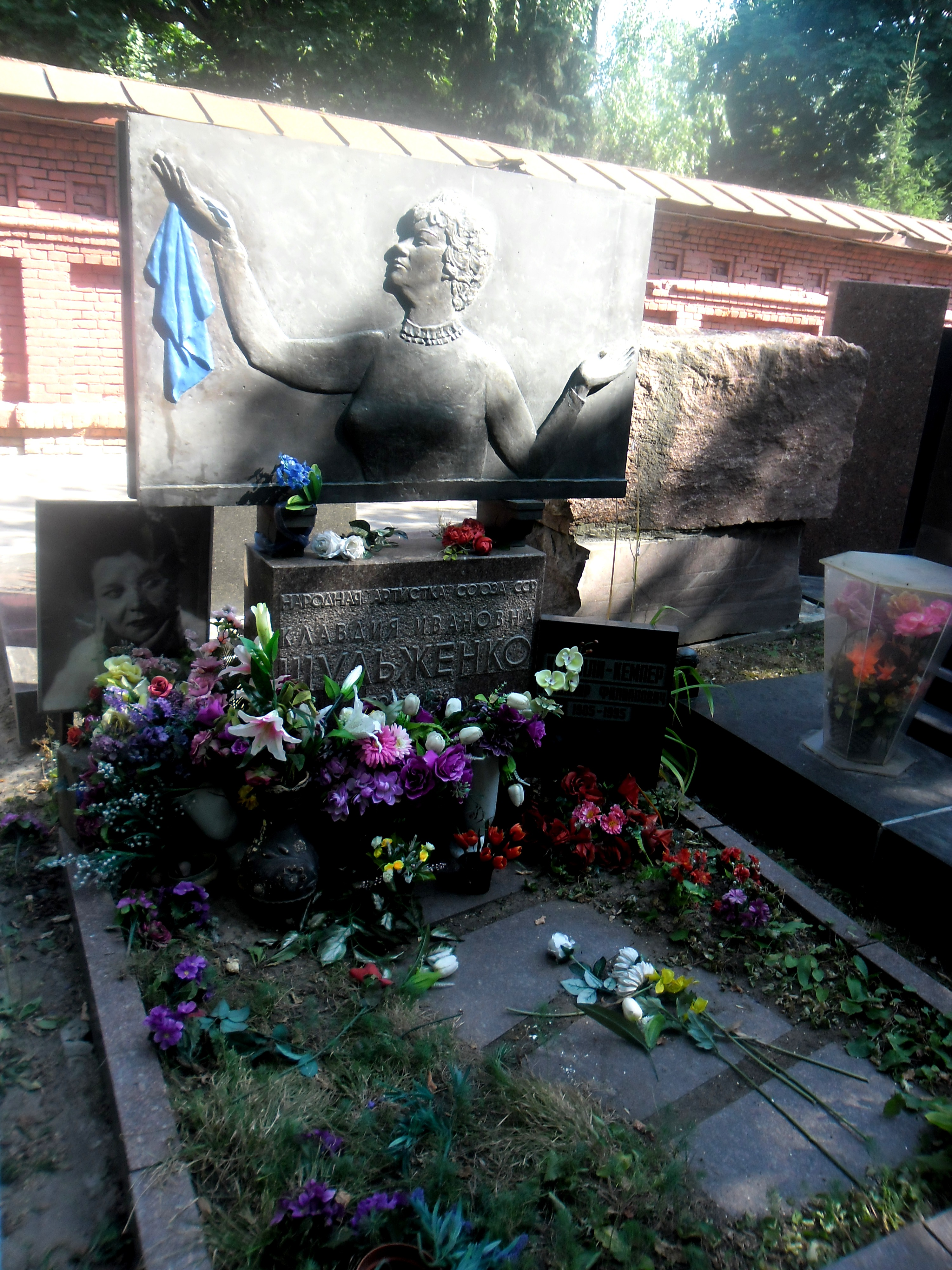
Могила Клавдії Шульженко на Новодівочому цвинтарі

У 1971 році К. Шульженко дала чотири сольних концерти у Ленінградському концертному залі. У 1971 році отримала звання народної артистки СРСР, а 1976 року була нагороджена орденом Леніна. 10 квітня 1976 року у Колонній залі Дому союзів був останній великий сольний концерт Клавдії Шульженко у Москві. Останній виступ Клавдії Шульженко у Харкові відбувся у листопаді 1977 року у тоді новій будівлі Харківського палацу спорту на вул. Стадіонній, 2.
В останні роки знімалася в кіно, в епізодичних ролях, виконувала пісні для кінострічок. На початку 1980-х написала мемуари «Коли ви запитаєте мене». В них описала декілька цікавих моментів свого життя. Наприклад, як відмовилася прийняти запрошення на новорічну вечірку до сина Сталіна, аргументувавши тим, що змінювати плани за кілька годин до Нового року не в її правилах, і що друзі на неї чекають.

### Хвороба та смерть
Шульженко довго хворіла, у неї були проблеми із серцем та склероз. Перед смертю впала в кому, яка тривала два тижні.
Померла 17 червня 1984 у Москві. З прощальним словом «Не погаснет ее огонек» звернулась Алла Пугачова та інші діячі радянської культури. Похована на Новодівичому кладовищі (ділянка № 10). За спогадами очевидців, в день її похорону йшов дощ, але коли труну опускали в могилу, раптом виглянуло сонце. Володимир Кораллі помер через 11 років, і його поховали поруч з колишньою дружиною.

### Родина
- Перший її чоловік був із Харкова — поет Іван Григор'єв[50]. З ним вона прожила в громадянському шлюбі всього кілька років[50].
- Другий чоловік — Володимир Пилипович Кораллі (справжнє ім'я — Вольф Фроїмович Кемпер, 1906—1995[51]), естрадний співак та артист розмовного жанру єврейського походження, заслужений працівник культури РРФСР (1979)[52][18]. З ним співачка познайомилася в 1929 році в поїзді, коли їхали на гастролі[50].
- Син — Ігор Володимирович Кемпер (1932—2020[53]), працював головним інженером Мосгазу, брав непосепердню участь в створенні Музею видатних харків'ян імені К. І. Шульженко.
- Онуки — Віра, Єлизавета та Наталія
- Громадський шлюб — Георгій Кузьмич Епіфанов (1918—1997), радянський оператор документального кіно та фронтовий оператор німецько-радянської війни, заслужений працівник культури РРФСР (1976)[18][3]. Він молодший за Клавдію Шульженко на 12 років[54], прожили в громадянському шлюбі вісім років.

## Нагороди та звання
- Лауреат I-го Всесоюзного конкурсу артистів естради (1939)
- Заслужена артистка РРФСР (1945)
- Народна артистка РРФСР (1962)
- Народна артистка СРСР (1971)
- Орден Леніна (1976)
- Орден Червоної Зірки (1945)
- Орден Трудового Червоного Прапора
- Медаль «В ознаменування 100-річчя з дня народження Володимира Ілліча Леніна» (1970)
- Медаль «За оборону Ленінграда» (1942)
- Медаль «За перемогу над Німеччиною у Великій Вітчизняній війні 1941—1945 рр.» (1945)
- Медаль «20 років перемоги у Великій Вітчизняній війні 1941—1945 рр.» (1965)
- Медаль «30 років перемоги у Великій Вітчизняній війні 1941—1945 рр.» (1975)
- Медаль «За доблесну працю у Великій Вітчизняній війні 1941—1945 рр.» (1945)
- Медаль «Ветеран праці»
- Медаль «50 років Збройних Сил СРСР» (1968)
- Медаль «60 років Збройних Сил СРСР» (1978)
- Медаль «У пам'ять 800-річчя Москви» (1947)
- Медаль «У пам'ять 250-річчя Ленінграда» (1956)

### Твори К.І.Шульженко
- Шульженко, К. И. «Когда вы спросите меня…»: кн. мемуаров. Лит. запись Г. Скороходова. М.:Мол.гвардия,1981.-224 с.-Фото./Мастера искусства — молодежи/.
- Шульженко, К. И. «Когда вы спросите меня…»: кн. мемуаров. Лит. запись Г. Скороходова. М.:Мол. гвардия,1985.-222с.-Фото. /Мастера искусства-молодежи/.
- Шульженко, К. «В боевых частях» //Когда пушки гремели: сборник. М.:Искусство,1978.

### Статті у збірниках і періодичному друку
- Шульженко, К. Песня о Верочке //Сов. эстрада и цирк.-1965.-№ 3.-С,15.
- Шульженко, К. Волшебное «чуть-чуть» //Сов. эстрада и цирк.-1966.-№ 5.-С.8-10.
- Шульженко, К. /грамзапис: співачка розповідає про роботу над піснею/ //Скорятин, В. И. Песня на всю жизнь //Кругозор.-1973.-№ 9.-С.8.
- Шульженко, К. Счастье петь…: интервью //Сов. эстрада и цирк.-1975.-№ 1.-С.1-3.
- Шульженко, К. «Найди свою песню» //Наш друг- телевидение.- Вип.3. М.:Искусство,1983.
- Шульженко, К. «Найти свою песню» //Сельская новь.-1984.-№ 3.

### Статті у періодичному друку
- Шульженко, К. «Когда нас слушают бойцы» //Красноармеец.-1943.-№ 9-10.
- Шульженко, К. «Поет Ольга Воронец» //Сов. культура.-1972.-16 ноября.-№ 138/4574/.-С.2.-Фото./Рецензия на концерт О.Воронец/.
- Шульженко, К. «Москва песня моя» //Вечерняя москва.-1975.-24 апреля.
- Шульженко, К. «По путям -дорогам фронтовым» //Лит. Россия.-1975.-№ 19.
- Шульженко, К. «Сколько связано с тобою» //Сов. Россия.-1981.-7 августа.
- Шульженко, К. «В песнях останемся мы» //Вечерняя Москва.-1982.-24 июння.
- Шульженко, К. «Письмо Клавдии Шульженко» //Вечерняя Москва.-1993.-18 января.

### Листи
- Шульженко, К. /Письма К. И. Шульженко Г. К. Епифанову/ //Аркадьев, Л. Клавдия Шульженко: «Ты вдохнул в меня жизнь»: Об истории любви К. И. Шульженко и Г. К. Епифанова. Письма о любви певицы //Труд.-1995.-12 мая.-С.6.

## Дискографія
- Шульженко К. Пісні. /Перша платівка//1936/./3.С.479/.
- Шульженко К. Пісні. /Довгограюча платівка//1954/./3.С.481/.
- Шульженко К. Давай закуримо /М.Табачников -І.Френкель/ //Пісні Великої Вітчизняної війни /антологія/ / В 3 пл./. Вторая пластинка. /На рос мові/.
- Шульженко К. Давай закуримо. Синя хусточка //Ех, шлях доріжка фронтова /записи 1940—1950 рр./. /На рос.мові/.
- Шульженко К. Давай закурим /М.Табачников-И.Френкель/ /4/ //День победы.
- Шульженко К. Де ж ви зараз, друзі-однополчани. Пісні про Велику Вітчизняну війну. /На рос мові/.
- Шульженко К. Пісня про любов /М.Фрадкин — Н.Доризо/ /На тот большак/ /6/ // Пісні на вірші М.Доризо. (рос.).
- Шульженко К. Синий платочек /Ю.Петербургский — М. Максимов/ /7/ // Глядят на нас фронтовики.
- Шульженко К. Знаю ти не прийдеш /муз. і сл. В.Левашова/. Під"їзд /А.Лепін — Ф.Лаубе/. Товариш гітара /Е.Колмановський — Є.Євтушенко/. На санках /Ю.Мейтус -Е.Брейтигам/. Приходь швидше /Б.Фомін- І.Фінк/. Синя хусточка /Г.Петербургський- обр. А.Лукиновського- Н.Максимов/. 33Д-017657. Бабине літо /Т.Маркова-І.Кохановський/. Лист до матері /В.Ліпатов- С.Єсєнін/. Візьми гитару /А.Лепін — М.Пляцковський/. Вальс про вальс /Е.Комановський — Є.Євтушенко/. Руки/І.Жак -В.Лебедєв-Кумач/. У небі зірки гарячі /Т.Маркова -О.Богданов/. Всес. фірма грамплатівок «Мелодія». Апрелівський завод. 33Д-0176558. /На рос мові/.
- Шульженко К. Трохи про себе /Е.Жарковський -Д.Седих/ //Усім, хто любить пісню /№ 3/. Всес. фірма грамплатівок «Мелодія». 33Д-22861. (рос.).
- Шульженко К. Мовчання /І.Дунаєвський/ /10/ // Що так серце збентежено. Пісні на вірші М.Матусовського. (рос.).
- Шульженко К. Пісня московських студентів /А. Г. Новіков — Л.Ошанін/. (рос.).//Любимые песни комсомола /первая пластинка/.
- Шульженко К. Россия /В.Дыхновичный/ /7/. Записи 1940-х — 1950-х гг. //В.Соловьев-Седой /1907-1979/: Песни. Первая пластинка.
- Шульженко К. /о работе над песней/ //Кругозор.-1973.-№ 9.-С.8.
- Шульженко К. Дискография /1940-1974гг./ //Скороходов, Г. Клавдия Шульженко. М.: Сов. композитор,1974.-С.125-134.
- Шульженко К. Портрет /1980/.
- Шульженко К. Контата «Сын и мать» французского композитора Дариуса Мийо /текст Мориса Карэма, русский перевод Н. Рождественской/. Партия Матери /14. С.75//1980/.
- Пам'яті Клавдії Шульженко /У 3-х пл./. Випуск грамплатівок з піснями у виконанні К. І. Шульженко: (рос.)
  - Пам'яті Клавдії Шульженко /1/: Про любов не говори. Мама /М.Табачников-Г.Гридов/. Курносий /Б.Фомін- М.Фінк/. Давай закуримо /М.Табачников- І.Френкель/. Ми з Одеси моряки /Ю.Милютін- В.Гусев.. Моя тінь /А.Тимофєєв- А.Жерве, В.Крахт/. Не ховай /Ю.Мілютин- В. Лебедєв-Кумач/. Кур'єр за щастям /Б.Фомін- Д.Доллєв, Ю.Данцигер/. Терміновий поцілунок /О. Островський- Ю.Цейтлін/. (рос.). Джаз-оркестр п.к. А.Семенова.
  - *Пам'яті Клавдії Шульженко /2/: Вірність. Очикування /муз. і сл. М.Фрадкина/. Повір /О.Фельцман- Л.Некрасова/. Все минає /А. Рязанов — Н. Коваль/. Місячною стежкою /О. Островський- Г.Регістан/. Перша зустріч /К.Альмаран- Ю. Цейтлін/. Що таке любов /А.Долуханян — М. Лисянський/. Балада про дружбу /Т.Маркова- Л.Ошанін/. Крутиться, вертиться /Т.Маркова- І. Кажешева/. (рос.). Інстр. ансамблі, оркестри п.к. Мінхга, А. Норченка. Записи 1950-х- 1960-х років.
  - Пам'яті Клавдії Шульженко /3/: Тільки один день. Фонограма телефільму «Вас запрошує Клавдія Шульженко». Автор сценарію Г. Скороходов. Фортепіанні інтермедії Д.Ашкеназі. Запис 1983 р.

## Фільмографія
- Повнометражний художній фільм за сюжетом пісеньки «Кирпичики», /1924 р./. (рос.).
- Художній фільм «Хто твій друг?» /разом з В. Ф. Коралі/ /1931/. (рос.). Фільм знято за сценарієм білоруського письменника Пятруся Бровки.
- Фільм «На відпочинку» /1936/.
- Художній фільм «Дочка моряка» / Спів пісні «Ми з Одеси моряки»/./1941/./На рос.мові/.
- «Концерт — фронту», реж. Ю.Слуцький. 1942 р. Пролунала пісня «Синя хусточка» уперше на вірші М. О. Максимова у виконанні К. І. Шульженко (рос.).
- Кінофільм «Веселі зірки» /1954/. (рос.).
- Фільм-вистава «Голубий вогник»/1962/. Пісня «Подивись на мене уважніше» (рос.).
- Фільм-вистава «Військові сорокові» /1975/.(рос.).
- Телевізійний фільм «Вас запрошує Клавдія Шульженко». Автор сценарію Гліб Скороходов. Реж. Сергій Журавльов. Піаніст Борис Мондрус. Фортепіанні інтермедії Давида Ашкеназі. Запис 1983 р. (рос.).
- Документальний фільм «Я повертаю Ваш портрет» /1983/. (рос.).
- Документальний фільм «Невідома війна» /у епізодах лунає голос К. І. Шульженко/ (рос.).
- Документальний фільм «Три вальси» /2006/. (рос.).
- Документальний фільм «Клавдія Шульженко» /«Як уходили кумири»/. М.:канал ДТВ,2006. (рос.).
- Документальний фільм «Большая любовь». М.: канал ОРТ,2006. /РФ/.

## Пам'ять

### Увічнення пам'яті
- Пам'ятник на могилі К. І. Шульженко на Новодівочому кладовищі у Москві.
- Меморіальна дошка на будинку № 45 по вул. Володимирській у Харкові.
- На фінальному концерті Фестивалю «Пісня року» у Москві вручається «Премія імені Клавдії Шульженко». На гала-концертах «Пісня року» у Москві спеціальний приз «Імені Клавдії Шульженко» було вручено і отримала Алла Пугачова (1997), Людмила Гурченко (1998), Валентина Толкунова (1999), Едіта П'єха (2000), Надія Бабкіна (2002) і Лариса Доліна (2004).
- Харківська дитяча музична школа № 12 (проїзд Стадіонний, 14/3) з 1995 року носить ім'я К. І. Шульженко[55].
- Меморіальна дошка на будинку № 22, корп. 2 по вул. Спиридонівській (в минулому Олексія Толстого) у Москві, де жила К. І. Шульженко у 1948—1962 роках.
- Скульптурна композиція К. І. Шульженко і І. О. Дунаєвський. Установлена у Міському саду ім. Тараса Шевченка у Харкові. Автор Катіб Мамедов.
- У містах Харків[56] та Люботин Харківської області є вулиці, названі іменем Клавдії Шульженко.
- На стіні будинку на Московському проспекті, 96 у Харкові зображений мурал Шульженко[57]
- На честь Клавдії Іванівни Шульженко у Москві на Площі Зірок Естради біля концертного залу «Росія» встановлено Зірку. /РФ/.
- На честь співачки названо астероїд 4787 Шульженко.
- 24 березня 2016 року в 110-річний ювілей пошуковик Google присвятив співачці Doodle[58][59]
- Пам'ятник-бюст К. І. Шульженко біля КП «Музей видатних харків'ян ім. К. І. Шульженко». Скульптор М.Овсянкин, архітектор О.Жук.

### Музей

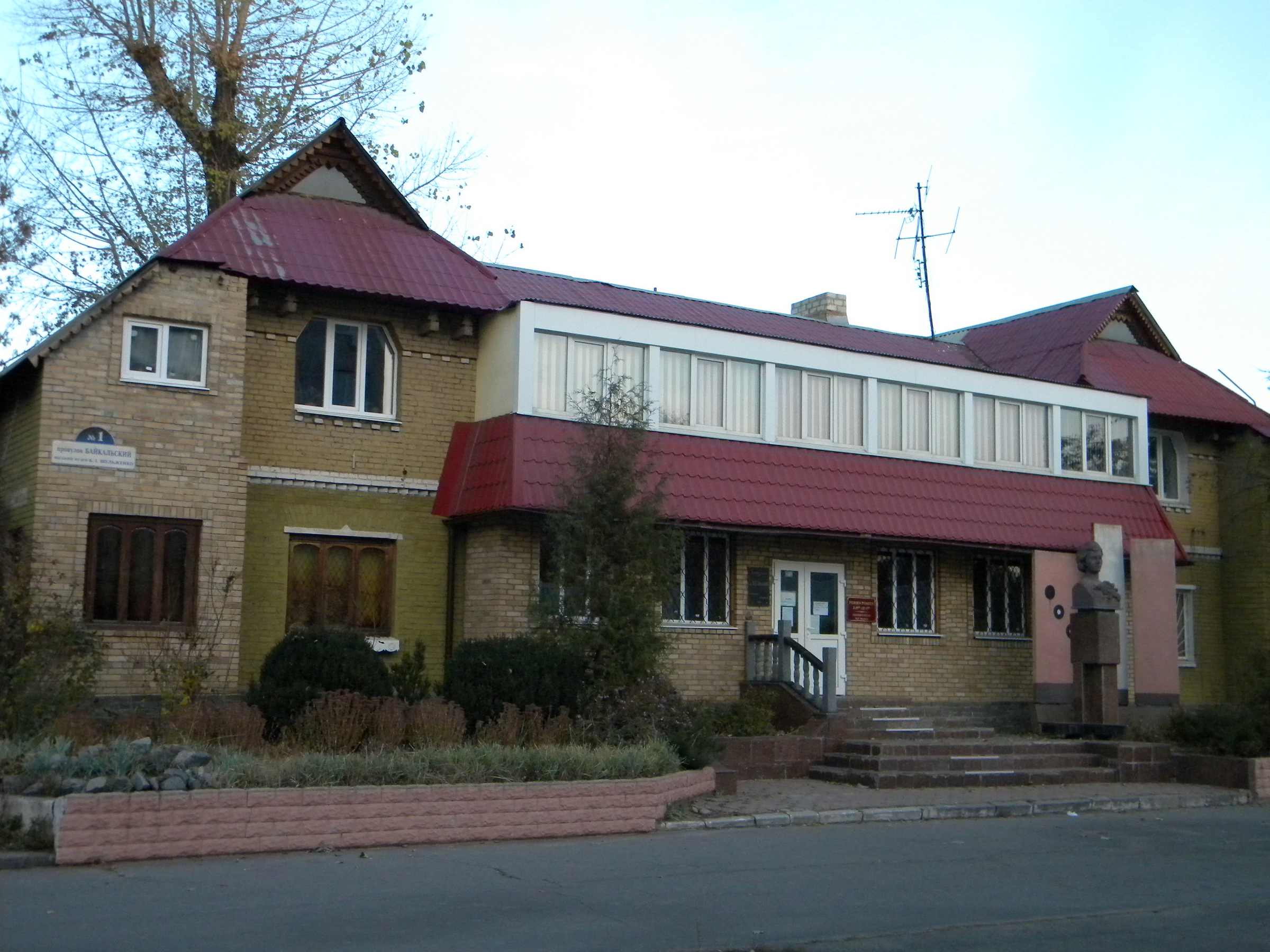
Музей видатних харків'ян ім. К. І. Шульженко

Комунальний заклад культури «Музей видатних харків'ян ім. К. І. Шульженко». Адреса: пров. Байкальський, 1. м. Харків. 61001. Засновано як Міський музей К. І. Шульженко у 26 травні 1996 році за ініціативою родича співачки Бориса Сергійовича Агафонова. Будівля музею — пам'ятка архітектури ХХ ст. Міський музей К. І. Шульженко було переназвано на Комунальний заклад культури «Музей видатних харків'ян ім. К. І. Шульженко». Колекція музею збиралась із безпосередньою участю сина співачки Ігоря Володимировича Кемпер-Шульженка. Музей було створено на базі квартири, де проживала Клавдія Іванівна Шульженко з 1959 до 1974 року. В експозиції музею є спеціальні тематичні виставки, присвячені життю і творчості Клавдії Шульженко, Леоніда Бикова, Ірини Бугримової, Людмили Гурченко, Ісаака Дунаєвського, Анатолія Ефроса, Володимира Крайнєва, Леся Курбаса, Євгенії Мірошниченко, Вадима Мулермана, Наталії Фатєєвої та багатьох інших, що складають славу мистецьких діячів Харкова, країни і світу.
Експонуються видання творів К. І. Шульженко, рукописи, ноти, листи, програми концертів, афіші. Серед експонатів є меблі з будинку, де жила співачка у Харкові, посуд. Численні ексклюзивні рідкісні фотографії з сімейного альбому, оригінальні документи, що мають науковий інтерес. Відвідувачі музею можуть побачити копію з книги метричних записів народження К. І. Шульженко 1906 року у Харкові. У фондах музею зберігаються картини, портрети, написані молодими живописцями, художницями, що розповідають історію життєвої, сценічної, концертної діяльності Клавдії Іванівни Шульженко, унікальні колекції предметів старовини, особисті меморіальні речі, концертні сукні, в яких виступала артистка, несесери, реліквії та ін. Серед багатьох одиниць збереження є рідкісні автографи співачки і інших видатних діячів музичної культури, записи на платівках, відео, твори скульптури, графіки, предмети прикладного мистецтва. Є журнал музею ім. К. І. Шульженко, документальні і художні кінофільми за участі артистки, відеозаписи спогадів відомих акторів, співаків і співачок, експонуються подарунки музею. Музей широко використовує різноманітні форми організації культурно-просвітницької діяльності серед населення. Тут збираються представники інтелігенції, відомі артисти, поети, освітяни, науковці, історики, композитори. Проводяться інтерактивні екскурсії, які доповнюються переглядом фільмів-концертів К. І. Шульженко, документальних фільмів про мистецтво, прослуховуванням записів співачки; творчі літературні вечори, презентації книг, засідання поетичного клубу «В співзвуччі слів живих», виставки, концерти артистів Харківської філармонії тощо. На багато заходів культури вхід вільний. Музей співробітничає у проведенні конференцій, фестивалів, активних форм діяльності, присвячених мистецькій творчості К. І. Шульженко і інших діячів культури.

### Фестивалі естрадної пісні, концерти, вечори, присвячені Клавдії Шульженко
- Засновниками Міжнародних фестивалів естрадної пісні ім. К. І. Шульженко є Міністерство культури України, Харківська міська рада за підтримки Харківської обласної державної адміністрації, за активної участі Національного юридичного університету ім. Я.Мудрого. Фестивалі для титулованих артистів, що мають перші місця і «Гран-прі» конкурсів і фестивалів. Конкурсна програма складається з двох відділень. У першому учасники представляють пісню з репертуару Клавдії Шульженко, у другому — пісню за вибором виконавця. В журі Міжнародних фестивалів естрадної пісні ім. К. І. Шульженко «Здесь мое осталось сердце…» працювали метри естради:Євгенія Мірошниченко, Нані Брегвадзе, Людмила Гурченко, Едіта П'єха, Юрій Богатиков, Вадим Мулерман, Валентина Толкунова, Тетяна Вєркіна, Ігор Гайденко, В'ячеслав Корепанов, Юрій Рибчинський, Лілія Сандулесу та ін. Першою переможницею конкурсу у 1995 році, володаркою Гран-прі та Призу глядацьких симпатій стала Наталя Мирна (тоді Наталія Пилип'юк) з Попурі на теми пісень К. Шульженко та піснею українського композитора Олександра Єрченка на вірші Чубач Ганна Танасівна «Спішу на вогник».[69][70][71][72]
- У Харківській філармонії періодично проводяться концерти пісень з репертуару К. І. Шульженко[73]
- Урочистий концерт, присвячений ювілею Клавдії Шульженко у Колонному залі Дому союзів у Москві, 2016.
- 24 березня 2020 року у Музеї видатних харків'ян ім. К. І. Шульженко до 114-ї річниці з дня народження співачки пройшов концерт пісень з репертуару Шульженко. Виконавиця Валентина Руденко.

### Вистави
- «Старинный вальс»: про життя і творчість К. Шульженко. Вистава-концерт, музично-сценічна композиція /Ольги Гаврилюк і Ольги Когут/ на 1 дію у Київському національному академічному російському драматичному театрі ім. Л. Українки, з 9.05.2014[74]
- «Клава». Вистава-концерт. Постановник А. Журавльов, 2018. (Росія)

### Фотовиставки, присвячені Клавдії Шульженко
- К. И. Шульженко: комплект фото /Авт. тексту Г. Скороходов. М.: Планета,1986.-14 фото.
- Выездные выставки в колледже искусств: Надежда Андреевна Обухова и Клавдия Ивановна Шульженко «Пусть очаруются, пусть улыбнутся» и «Певица на все времена»//https://www.pskovlib.ru.>События.2016.Mar.2.-29/01/2020. /Организатор виставки: Псковская областная универсальная научная библиотека. Эскпонируются мемуары, воспоминания современников, публикации научных исследований, статьи и др/.

### Конференції, присвячені творчості К.І.Шульженко
- Харківська міська конференція «У милому місті моєму» /Тез. доповідей конф., присвяченої 110-літтю з дня народження К. І. Шульженко/. Харків, 2016. 24,25 квіт. МВХ ім. К. І. Шульженко. Х., 2016. /9.С.5/.
- Мастер, М. В милом городе моем…//https://www.izvestia.kharkov.ua.05/04/2016.-P.5; Харьков: Харьков. известия: Орган Харьков. гор. Совета.-Харьков.-2016.-5 апреля.-С.5.-3 раза в нед.

### Книги
- Дунаевский, И. О. Наши друзья // Выступления, статьи, письма, воспоминания /о К. И. Шульженко и др./. Вступ. ст. Д. Шостаковича. Сост. Е. А. Грошева. М.:Сов. композитор, 1961.-С.60-61,437.
- Бейлин, А. Клавдия Шульженко //Воображаемый концерт: сб. рассказов о мастерах эстрады. Л.:Искусство,1971.-С.113-114.-Фото.
- Скороходов, Г. А. Клавдия Шульженко. Судьба актрисы — судьба песни. М.: Сов. композитор,1974.-135 с.
- Зильбербрандт, М. Песня на эстраде /о К. И. Шульженко и др./ //Русская советская эстрада, 1930—1945.Очерки истории /Ю. А. Дмитриев и др. Отв. ред. Е. Д. Уварова. М.:Искусство,1976.-С.256-259.-Фото.
- /К. И. Шульженко/ / /Певцы советской эстрады.-Вып.1. М.,1977.
- Скороходов, Г. Об одном юбилейном концерте //Звезды советской эстрады. М.:Искусство,1977.
- Шульженко Клавдия Ивановна //Большая Советская Энциклопедия: В 30-ти т. Гл.ред. А. М. Прохоров.-Изд.3-е. М.: Сов. Энциклопедия,1978.-Т.29.-С.513.
- Василинина, І. А. Клавдия Шульженко. М.:Искусство,1979.-176 с.
- Смирнова, Н. И. /О К. И. Шульженко/ //Песня на эстраде //Русская советская эстрада, 1946—1977. Очерки истории. М.:Искусство,1981.-С.245-247.
- Шульженко Клавдия Ивановна //Муз. энциклопедия. М.: Сов. энциклопедия,1982.-Т.6.-С.454.
- Шульженко Клавдия Ивановна //Советский энциклопедический словарь /Гл. ред. А. М. Прохоров. М.: Сов.энциклопедия, 1984.-С.1205,1599.
- Коралли, В. Серце, отданное эстраде: Записки куплетиста из Одессы / Лит. обработка Л. Г. Булгаки. М.:Искусство,1988.-С.68,91-178,192,196-198.-Семейные фото.
- Кто есть кто в России и бывшем СССР. М: Терра, 1994.-С.621.
- Берлин, В. Д. Приглашение к тайне: /о деятелях культуры, рожденных и гостивших в Харькове/. Х.:ОКО,1995.-С.80-82.-Фото.
- Скороходов, Г. Популярные певицы в кино //Великие и неповторимые. М.,1995.-Т.2.
- Антоненко А. Естрадна цариця пісні. «День», 2006, 22 березня[1].
- Чепалов О. Жінка, яка співала про синю хустинку: Клавдія Шульженко: століття. «Дзеркало тижня», 2006, № 10, 18 березня[1].
- Вспоминая Клавдию Шульженко…: К 90-летию со дня рождения: сборник материалов к творческой биогр./Сост. А. Л. Вартанян. М.,1996.-С.29,75.-180 с.
- Хотулев, В. В. Клавдия Шульженко: Жизнь, любовь, песня. М.:Олимп; Смоленск: Русич,1998.-416с.-Фото /Клава Шульженко — гимназистка. 1918.-С. 96-2 и др./. /«Женщина — миф»/.
- Шульженко Клавдия Ивановна //Шаповалова, О. А. Муз. энциклопедический словарь. М.:РИПОЛ-КЛАССИК,2003.-704с./Энциклопедические словари/.ISBN 5-7905-1809-5
- Берлин, В. Д. Родом из детства. С улицы Котляревского к всенародному признанию. К. И. Шульженко и Е. И. Брейтигам //Мне б только растревожить старину. Х.: Ранок; Веста,2004.-С.57-64,185-186.-Фото.
- Шульженко Клаівдія Іванівна //Муз. естрада: словник /Укладач В. М. Скидач. Х.: Видавець І. В. Якубенко,2004.-С.429.
- Шульженко Клавдия Ивановна //Карнацевич, В. 100 знаменитых харковчанн. Х.: Фолио,2005.-С.477-482.
- Бондарчук, П. М. Шульженко Клавдія Іванівна//Енциклопедія історії України: У 10 т. Редкол. В. А. Смолій /голова/ та ін.; Ін-т історії України НАН України. К.: Наук. думка, 2013. -Т.10.Т-Я.-С.667.-ISBN 978-966-00-1359-9.

### Статті, замітки, спогади
- Микола Миколайович Синельников//_сайт spadschina.kh.ua
- Мейтус Ю. Листи до К. І. Шульженко /у фондах Музею видатних харків'ян ім. К. Шульженко //6.С.5/.
- Полюта, Л. Повторение пройденного //Искусство и жизнь.-1940.-№ 7.-С.25-27.
- Сечин, В. Клавдия Шульженко и судьба жанра //Музыкальная жизнь.-1961.-№ 6.-С. 14-15.
- Руммель, И. На Ленинградском фронте /Клавдия Шульженко/ //Сов. эстрада и цирк.-1964.-№ 2.-С.6-7.
- Тамаев, А. Исполнитель и песня /о К. Шульженко/ //Муз. жизнь.-1966.-№ 1.-Январь.-С. 8-9.
- Линецкая, М.Синий платочек //Крестьянка.-1967.-№ 3.-С.26-27.
- Никитин, В. Актрисой- воином с любовью называем /Клавдию Ивановну Шульженко/ //Театральная жизнь.-1970.-№ 9.-С.10.
- Максакова, М. Обаяние неповторимости //Сов. эстрада и цирк.-1971.-№ 8.-С.10-11.
- Табачников, М. Клавдия Шульженко //Кругозор.-1971.-№ 11.-С.12.
- Львов, М. Синий платочек //Огонек.-1972.-№ 19.-С.24.
- Скорятин, В. И. Песня на всю жизнь //Кругозор.-1973.-№ 9.-С.8.
- Скороходов, Г. Песня — оружие /Из биографии Клавдии Шульженко ///Музыкальная жизнь.-1974.-№ 2.-С.5-6.
- Верин, Л. И песня боролась с врагом //Крестьянка.-1975.-№ 5.-С.33.
- Гербер, А. Синий платочек //Сов. экран.-1975.-№ 9.-С.17.
- Варжапетян, В. Высшая ее награда //Огонек.-1976.-Апрель.-№ 15.-С.27.
- Коралли, В. Наш джаз-ансамбль /Я. Скоморовского и солистка К. Шульженко/ //Сов. эстрада и цирк.-1979.-№ 1.-С.20-21.
- Эпштейн, Е. Секрет неувядаемой молодости /К. Шульженко/ //Сов. эстрада и цирк.-1979.-№ 2.-С.18.
- Утесов, Л. «Я вам пишу…» /о мастерстве К. И. Шульженко/ //Муз. жизнь.-1981.-№ 5.-С.8-9.
- Пляцковский, М. Всегда гитара молода //Работница.-1983.-№ 3.-С.19.
- Платицын, А. Клавдия Шульженко //Клуб и художественная самодеятельность: общественно-полит. и науч.-метод. журн. ВЦСПС и Министерства культуры СССР..-1988.-№ 5.-С.28-29.
- Берлин, В. Родом из детства //Муз. жизнь.-1988.-№ 5.-С.8-9.
- Епифанов, Г. К. Говорите мне о любви / воспоминания о К. Шульженко/: Лит. запись С. Николаевича //Огонек.-1993.-№ 18 /293/.-С. 22-26.
- Ракша, И. Руки… вы словно две большие птицы: о К. Шульженко //Работница.-1996.-Июль.-С.35-38.
- Скороходов, Г. Три экзамена Клавдии Шульженко: Из воспоминаний К. Шульженко 13.06.1957 //Мол. эстрада: репертуар. сборник /ЦК ВЛКСМ. М.:Мол. гвардия,1996.-6 раз в год.-1996.-№ 1.-С.43-47.
- Луковников, А. Синий платочек: Певица К. Шульженко //Берегиня дома твоего.-2003.-№ 4.-С. 30
- Лавренко, В.,д.х.н.,проф. Клавдія Шульженко: Творча біографія //Світогляд: засновники журн.: НАН України. Головна астрономічна обсерваторія НАН України.-2006.-№ 1.-С.50.
- Железный, А., Шемета, Л. Клавдия Шульженко: Джаз в жизни и творчестве певицы //Джаз.-2006.-№ 2.-С. 26-28.
- Генсіцька, Ільїна. Королева естради /творча біографія. К. Шульженко/ //Музика: наук. популярний журн. Засновники Міністерство культури і туризму України. Нац. спілка композиторів України та Нац. Всеукр. муз. спілка.-2006.-№ 2.-С.28-30.
- Янковая, О. Личная жизнь королевы /К. Шульженко/ //Натали.-2006.-№ 3.-С. 120—127.
- Берлин, В. Д. Харьковская юность Клавдии Шульженко // Праці пам'яткознавців: ювілейна зб. наук. ст. /Харків. худож. музей. Харків. наук.- метод. центр охорони культ. спадщини та ін.; голов. ред. І. О. Шудрик: Курсор, 20.-Вип.3.-Ч.1.-2014.-С.72-81./Ст. на рос. мові/.
- Василинина, И. Товарищ артистка //Правда.-1975.-6 октября.
- Леонидова, М. Творческий вечер Клавдии Шульженко //Сов. культура.-1976.-13 апреля.-№ 30 /4934/.-С.8.
- Огонькова, Е. Жизнь в песне //Сов. культура.-1978.-27 июня.
- Резников, Н. Нас пригласила Клавдия Шульженко //Сов. культура.-1983.-24 декабря.-№ 153/5785/.-С.15.
- Райкин, А. Когда поет Клавдия Шульженко //Лит. газ.-1984.-18 января.-№ 3/4965/.-С.8.
- Флярковский, А. Слово о Шульженко /памяти певицы/ //Труд.-1984.-20 июня.-№ 141 /19288/.
- Пугачева, А. Б. Не угаснет ее огонек /памяти певицы/ //Ком. правда.-1984.-21 июня. //Алла Пугачева глазами друзей и недругов: сб. ст.: В 2-х кн. М.:Центрполиграф,1997.-Кн.1.-С.276-277.
- Макаров, А. Синий платочек /памяти певицы/ //Неделя.-1984.-25 июня.-№ 1266.
- Маркова, Т. Она пела сердцем //Неделя.-1986.-№ 11.-10 марта.-С.18.
- Скороходов, Г. Жизнь и песни //Труд.-1988.-23 ноября.
- Коралли, В. Обыкновенный концерт //Культура.-1993.-7 августа.
- Вартанов, А. Размагниченность //Труд.-1995.-3 марта.-№ 38/22299/.-С.5.
- Аркадьев, Л. Клавдия Шульженко: «Ты вдохнул в меня жизнь» /история любви к Г. Епифанову/ //Труд.-1995.-12 мая.-С.6.
- Алимамедова, Л. , Аркадьев, Л. Кумир //Труд.-1996.-22 марта.
- Чуб, Т. М. «Здобула ти народну любов» //Виховна робота в школі: наук.-метод. журн. Виходить за сприяння Міністерства освіти і науки України.-2006.-№ 8.-С.40.
- Грибов, Ю. Немеркнущий синий платочек //Красная звезда.-1996.-22 марта.-№ 66/21952/.-С.4.
- Берлин, В. Д., Сикар, Д. «Начало твоего пути слегка коснулось моего творчества» /К. Шульженко и харькоский поет Е. Брейтигам / //Харьков: Время: АО «Время». Харьков.-1997.-19 августа.-С.4.-3 раза в нед.-№ 93/14319/.-25160 экз.
- Изгаршев, И. Клавдия Шульженко. Одиночество в розовом цвете//Аргументы и факты.-2001.-Март.-№ 11/294/.-С.21.
- Каретникова, М. Клавдия Шульженко Звезда на все времена //Слобода.-2005.-19 августа.-С.15/https://sloboda.kharkov.ua.19/08/2005.-P.15.
- Чепалов, О. Жінка, яка співала про синю хустинку: Клавдія Шульженко: століття //Дзеркало тижня.-2006.-№ 10.-18 березня.
- Сергеева, В. Клавдия Шульженко: Играть песню //Харьковские известия.-2011.-24 марта.-С.4.
- Нагорная, Е. Трамвай влюбленных, или неизвестные истории любви /К. И. Шульженко и В. Коралли, К. И. Шульженко и Г. Епифанов/ //Харьковские известия.-2012.-18 февраля.-С. 9.
- Рубан, Н. Фестивалю Шульженко суждено жить /о подготовке 6-го харьковского фестиваля //Харьковские известия.-2012.-29 марта.-С.4.
- Костин, Г. Здесь осталось ее сердце, здесь ее помнят //Харьковские известия.-2012.-16 августа.-С.4. /https://www.izvestia.kharkov.ua.16/08/2012.-P.4.
- Мастер, М. В милом городе моем /о праздновании 110-летия К. и. Шульженко в Харькове. Интервью директрисы Музея знаменитых харьковчан им. К. Шульженко Е. Гроссу //Харьков: Харьковские известия: Орган Харьков. гор. Совета.-Харьков.-2016.3 раза в нед.-5 апреля.-С.5. /https://www.izvestia.kharkov.ua.05/04/2016-P.5.
- Харьковская, А. «Синий платочек». История и мода //Харьковские известия.-2018.-29 ноября-С.4. /https://www.izvestia.kharkov.ua.29/11/2018.-P.4.
- Можейко, І. Місце народження Клавдії Шульженко: старі факти та нові дані //Харківщина: Слобідський край: ТОВ «Слобідський край».-Харків.-2019.-24 грудня.-С.11.-2 рази на тиждень.-№ 103/22743/.13000 примірників. Головна газета Харківщини. /https://www.slk.kh.ua.24/12/2019.-P.11.
- Сергеева, В. Вечная слава!: К 75-летию Победы: Друзья- однополчане /о известнейшей харьковчанке — эстрадной певице и актрисе Клавдии Ивановне Шульженко/ //Харьков: Харьковские известия: Харьковская городская газета: Издатель- ООО "Газета «Харьковские известия»//https://izv.kharkov.ua.-09/05/2020.-P.5.-Харьков,2020.-09 мая.-С.5.-3 раза в нед.-№ 52/187/.8803 экз.-Фото.
- Великие люди о Харькове /строки, написанные К. И. Шульженко и др. в книге автографов в Харьковской филармонии, в память о Харькове и его публике/ //Харьков: Харьковские известия: Харьковская городская газета: Издатель- ООО "Газета «Харьковские известия»//https://izv.kharkovv.ua.-01/08/2020.-P.4.-Харьков,2020.-01 августа.-С.4.-3 раза в нед.-№ 86/221/.8988 экз.
- Мнішек, І. Клавдія Шульженко: перший крок на сцену //https://www.slk.kh.ua.-13/10/2020.-P.11.-№82/22826/. //Слобідський край.-2020.-13 жовтня.-С.11.-№ 82/22826/.-Фото.
- Попов, П. Песни Шульженко — в строю //Харьков: Красное знамя: Орган ОК КПУ и областного Совета народных депутатов.-Харьков.-1984.-21 июня.-5 раз в нед.-№ 119/11549/.171400 экз.